# Maurice Rosy
 (avril 2023).
Maurice Rosy, né le 17 novembre 1927 à Fontaine-l'Évêque (province de Hainaut, Belgique) et mort le 23 février 2013 à Paris 14e, est un auteur de bande dessinée, éditeur, illustrateur et directeur artistique belge. Connu comme scénariste de plusieurs séries emblématiques du journal Spirou, comme Jerry Spring, Spirou et Fantasio, Max l'explorateur et Tif et Tondu, dont il crée l'antagoniste Monsieur Choc. Il est également le créateur de la collection Gag de poche.
Au début des années 1970, il émigre à Paris où il poursuit une carrière de graphiste et d’illustrateur auprès de grands éditeurs de livres jeunesse — Bayard, Nathan, Bordas, Hatier et les Presses de la Cité — avec plus d'une centaine d'œuvres publiées, ainsi que pour la presse et la publicité.
Bien que « plongé dans le monde très classique de la bande dessinée narrative, Rosy n'a jamais cessé d'évoluer vers la recherche graphique pure, la simplification totale et libérée des astreintes du récit ». Éternel expérimentateur, il s'était également pris de passion pour le dessin sur iPad.

## Biographie

### Jeunesse
Maurice Marcel Rosy naît le 17 novembre 1927 à Fontaine-l'Évêque,. Il est fils unique. Son père y possède une fabrique de clous, qui est coulée par un cartel de métallurgistes qui veut le forcer à aligner ses prix sur le marché. Après cet évènement, la famille s'installe à Lodelinsart, dans la banlieue de Charleroi. Pour se faire des amis dans sa nouvelle école, Maurice Rosy raconte pendant les récréations, les aventures d'un cow-boy magique à ses camarades. Il fait alors exprès de laisser son personnage dans une position difficile au moment où les instituteurs signifient la fin de la récréation. Ses camarades n'ont alors pas d'autres choix que de venir le voir à la prochaine récréation pour connaître la suite de l'histoire. Durant ses moments de détente, il lit des bandes dessinées, mais sans en être plus passionné que ça. Il découvre aussi beaucoup de romans, notamment de Michel Zévaco, Maurice Leblanc ou encore Jean Ray, mais surtout un recueil de poèmes de Victor Hugo qui le fascine puisqu'il trouve que les images semblent être traduites en mots.
À onze ans, il découvre le journal Spirou, avec le numéro zéro promotionnel distribué gratuitement aux enfants. Il aime notamment la série Dick Tracy et sa violence qu'il n'a jamais vue auparavant dans une publication pour la jeunesse. Depuis plusieurs années, il dessine dans les livres de comptes de son père où il reproduit le magasin d'alimentation en face du domicile de ses parents. En 1940, il rentre à l'Athénée royal de Charleroi, pour s'y rendre il passe devant deux galeries d'art où il peut admirer les expositions. Son trait est remarqué par l'un de ses professeurs qui le pousse à faire des études de dessin, mais son père refuse pour qu'il puisse intégrer la clouterie familiale. Maurice Rosy dessine le soir pour son plaisir, mais après une dispute avec son père, il brûle ses dessins pour enlever l'art de son esprit et renoncer à sa passion. En 1945, il intègre la clouterie aux côtés de son père et d'un ouvrier. Son travail lui abime les mains, mais la passion étant trop forte, il reprend quand même le dessin. Pour subvenir à es besoins, il joue du piano le week-end. Autodidacte, il crée le groupe « Les Boogie Makers » avec lequel il remporte un prix et fréquente des orchestres de jazz, notamment la salle de La Nouvelle Belgique. C'est ici qu'il rencontre Yvan Delporte, qui n'intégrera Dupuis que l'année suivante. Ensemble, ils échangent sur les musiciens qu'ils apprécient, mais aussi sur la littérature en général et la peinture avec des artistes comme Magritte. Yvan Delporte lui fait découvrir la littérature anglo-saxonne avec des auteurs comme William Saroyan ou encore James Thurber. Il lui fait aussi découvrir la psychanalyse et Freud, dont Maurice Rosy n'a jamais entendu parler auparavant. Avec deux autres copains, Gaston et Nicolas, ils forment un mouvement qu'ils intitulent « Nigastyvanistes ». Ils se réunissent d'abord à La Nouvelle Belgique, puis dans un club plus luxueux le New Boston Club où ils discutent toute la soirée devant des bières avant de rentrer en inventant des chansons. 
En 1950, la bande s'installe au dernier étage d'un cinéma, dont le fils du propriétaire fait partie du groupe. Dans le grenier, ils installent des tables et des chaises et appellent l'endroit « la Mansarde ». Un piano est posé sur une petite estrade. Yvan Delporte dessine l'affiche, mais chaque membre du groupe, doué en dessin, décore une table. Le lieu est ouvert à tout le monde, Maurice Rosy joue souvent du piano, mais ils y reçoivent aussi des artistes comme Jo Dekmine qui vient faire des lectures d'Henri Michaux. Barbara chante à plusieurs reprises à la Mansarde, lors d'un long séjour qu'elle fait à Charleroi. Dans le même temps, ils réalisent un journal anticonformiste nommé La Sarbacane où Yvan Delporte produit presque l'essentiel du contenu. Il est imprimé clandestinement sur les presses des Éditions Dupuis et on y trouve les grandes pensées du « Nigastyvanistes ». En 1953, il quitte définitivement son poste à la clouterie à cause des frictions avec son père. Peu de temps après, il rencontre Rose-Marie qu'il épouse.

### Les débuts chez Dupuis
Après son mariage, Maurice Rosy part à Paris avec un carton de dessins. Il fait le tour de l'ensemble des journaux qui publient des dessins humoristiques, mais ils sont pour la plupart fermés pour les vacances d'été. Un peu désespéré, il rentre par hasard dans une librairie qui a pour nom La Hune, la gérante après avoir entendu ses malheurs, lui signale qu'un éditeur nommé Robert Delpire doit passer dans l'après-midi. Celui-ci lui prend plusieurs dessins en vue de la préparation d'un livre sur l'humour. Il rentre à Charleroi, ayant repris confiance, d'autant plus que son ami Yvan Delporte lui a arrangé un rendez-vous avec Charles Dupuis. Maurice Rosy, qui a plusieurs idées pour améliorer les publications Dupuis (Le Moustique, Spirou, Bonnes Soirées), convainc Charles Dupuis de l'embaucher comme « donneur d'idées » pour les journaux de l'entreprise.
Peu de temps après, il s'aperçoit que Robert Delpire n'a pas intégré ses dessins dans son livre, mais les a cédés au grand hebdomadaire francophone Paris Match. Constatant ça, Charles Dupuis demande à Maurice Rosy de raconter l'histoire de cette publication sur la quatrième de couverture du Moustique, en illustrant son récit par les dessins. Désormais, il réalise aussi des dessins pour Dupuis, principalement des couvertures pour Le Moustique. En 1953, André Franquin, intrigué par le titre de « donneur d'idées », lui demande un scénario pour la série Spirou et Fantasio. Maurice Rosy lui en fournit un, intitulé Le Dictateur et le champignon. André Franquin est emballé par l'idée du métomol, un gaz qui liquéfie les métaux, et par la séquence d'introduction du Marsupilami qui traverse le village de Champignac avec une bombe de métomol. Au début, Maurice Rosy fournit un scénario avec des planches découpées, puis André Franquin lui dit qu'il va arranger ça et ne suit pas les indications de son scénariste, notamment pour la séquence finale où Maurice Rosy propose une conclusion farfelue avec une attaque de l'armée de Zantafio le jour du carnaval et des armes qui fondent en pleine fête. Des années plus tard, André Franquin dira avoir été entrainé par « l'enthousiasme communicatif » de Maurice Rosy dans une histoire trop fantaisiste pour la série Spirou et Fantasio.

### Carrière
Rosy commence sa carrière dans la bande dessinée en 1953. Il est engagé par l'éditeur Charles Dupuis comme donneur d'idées et il le charge rapidement de la responsabilité du bureau de dessin de l'entreprise. Il devient, deux ans plus tard, directeur artistique des Éditions Dupuis — qui publient notamment Spirou et Le Moustique — jusqu'en 1972.
Pour Jijé en 1954, il est le scénariste d'une aventure de Jerry Spring, Le Splendide cavalier alias Yucca Ranch. Il écrit plusieurs scénarios pour Franquin, notamment pour les aventures de Spirou et Fantasio dans Le Dictateur et le Champignon en 1953 et Les Pirates du silence en 1955.
PAN, hebdomadaire satirique belge, lui commande de 1954 à 1958 des séries de dessins humoristiques. À la même époque, il est scénariste pour Will, le dessinateur de Tif et Tondu, il crée en 1953 le personnage énigmatique de Monsieur Choc qui apparaît pour la première fois dans Tif et Tondu contre la main blanche en 1955.
En 1959, il collabore avec Jean Roba et scénarise la première aventure des personnages de Boule et Bill sous la forme d'un mini-récit, Boule contre les mini-requins. Il est aussi le créateur avec Paul Deliège de Bobo le petit prisonnier d'« Inzepocket », la prison dont il ne s'évade jamais, et des séries Max l'explorateur, dessinée par Guy Bara, et Attila, dessinée par le Suisse Derib. Rosy est également à l’origine de la création de la collection « Gag de poche », et de la réalisation, aux côtés de Raoul Cauvin et d’Eddy Ryssack, des premiers films d’animation des studios TVA Dupuis réalisés pour la Radiodiffusion-télévision belge entre 1961 et 1965.
Au début des années 1970, il quitte Bruxelles pour Paris où il poursuit une brillante carrière de graphiste et d’illustrateur auprès des plus grands éditeurs de livres jeunesse avec plus d'une centaine d'œuvres publiées aux éditions Nathan, Bordas, Hatier, Presses de la Cité et Bayard,, — où il collabore également aux périodiques Pomme d'Api, Astrapi et J'aime lire — et travaille également dans la publicité et l'illustration de presse, notamment pour Le Monde, Le Nouvel Économiste, Le Nouvel Observateur et Libération,.

### Décès
Maurice Rosy meurt le 23 février 2013 à Paris 14e, à l'âge de 85 ans,.

## Analyse
Bien que « plongé dans le monde très classique de la bande dessinée narrative, Rosy n'a jamais cessé d'évoluer vers la recherche graphique pure, la simplification totale et libérée des astreintes du récit ». Il dessina d'ailleurs dans Spirou une histoire en une page « qui est un précoce exemple de bande dessinée abstraite » : Histoire martienne.
Éternel expérimentateur, il s'était également pris de passion pour le dessin sur iPad. La veille de son décès, il avait tracé ces derniers mots sur un cahier : « Des images, toujours des images. »

## Œuvre

### Bandes dessinées

#### Scénarios
- Le Dictateur et le champignon, dessin de Franquin, Dupuis, 1953
- Yucca Ranch, dessin de Jijé, Dupuis, 1954
- Les Pirates du silence, dessin de Franquin, Dupuis, 1955
- Tif et Tondu, dessin de Will, Dupuis :
  - Tif et Tondu contre la main blanche, 1956
  - Le Retour de Choc, 1958
  - Passez muscade, 1958
  - Plein Gaz, 1959
  - La Villa du Long-Cri, 1966
  - Choc au Louvre, 1966
  - Les Flèches de nulle part, 1967
  - La Poupée ridicule, 1968
  - Le Réveil de Toar, 1968
  - Le Grand Combat, 1968
  - La Matière verte,1969
  - Tif rebondit, 1969
  - Première intégrale
- Int. 1. Le Diabolique M. Choc[18],[19], Dupuis, coll. « Les intégrales Dupuis », Marcinelle, mars 2007
Scénario : Maurice Rosy - Dessin : Will - Couleurs : quadrichromie -  (ISBN 978-2-8001-3789-6)
- Int. 3. Signé M. Choc[20],[21], Dupuis, coll. « Les intégrales Dupuis », Marcinelle, mars 2008
Scénario : Maurice Rosy - Dessin : Will - Couleurs : quadrichromie -  (ISBN 978-2-8001-4122-0)
  - Nouvelle intégrale
- Int. 2. L'intégrale 1955 - 1958[22], Dupuis, coll. « Patrimoine », Marcinelle, 5 octobre 2018
Scénario : Maurice Rosy - Dessin : Will - Couleurs : quadrichromie -  (ISBN 9791034730131)
- Int. 3. L'intégrale 1960 - 1961, Dupuis, coll. « Patrimoine », Marcinelle, 4 octobre 2019
Scénario : Maurice Rosy - Dessin : Marcel Denys - Couleurs : quadrichromie -  (ISBN 979-10-34737-28-4)
- Int. 4. L'intégrale 1964 - 1965, Dupuis, coll. « Patrimoine », Marcinelle, 10 janvier  2020
Scénario : Maurice Rosy - Dessin : Will - Couleurs : quadrichromie -  (ISBN 979-10-34737-29-1)
- Int. 5. L'intégrale 1966-1968[23], Dupuis, coll. « Patrimoine », Marcinelle, 7 janvier 2022
Scénario : Maurice Rosy - Dessin : Will - Couleurs : quadrichromie -  (ISBN 979-10-34757-43-5)

- Bobo, dessin de Deliège, Dupuis, coll. « Gag de Poche » : 
  - Bobo le Prince de l'évasion, 1964
  - 4 aventures de Bobo le Prince de l'évasion, no 10, 1964
  - Bobo aux sports d'hiver, no 18, 1964
  - Bobo se déguise, 1965
  - Bobo au sommet, 1965
  - Une baballe pour Bobo, no 39, 1965
  - Bobo fait le mur, 1966
  - Bobo et l’amie Pierre, 1967
- Monsieur Klok[24] !?, Éditions Hibou, coll. « Traits d'humour », Bruxelles, octobre 2008
Scénario et dessin : Maurice Rosy - Couleurs : noir et blanc -  (ISBN 978-2-87453-022-7)

- Max l’explorateur, dessin de Guy Bara, Dupuis, coll. « Gag de Poche » : 
  - Max et le Triangle noir, 1967
  - L'Orteil de Vichnou, 1967

- Attila, dessin de Derib, Dupuis :
  - Un métier de chien, 1969
  - Attila au château, 1969
  - Le Mystère Z 14, scén. Rosy et Kornblum, 1971
  - La Merveilleuse Surprise d'Odée, scén. Rosy et Kornblum, 1974
  - Bak et Flak étonnent Attila, 2010

- Le Casque aux gants de planches, dessin de Deliège, 2008, Le Coffre à BD

Boule contre les mini-requins
- Boule (et Bill) contre les mini-requins, Dupuis, coll. « Trésors des mini-récits », Marcinelle, 1985
Scénario : Maurice Rosy - Dessin : Roba - Couleurs : quadrichromie -  (ISBN 2-8001-1157-7),Numéro dans la collection 1. Préface : Mr. Archive. Réédition en 2014.

### Illustrations publicitaires
- Les nouveaux exploits de Malabar, vignettes du chewing-gum Malabar, 1977[25].

### Collectifs
- Contes de Noël, Dupuis, coll. « Les Meilleurs Récits du journal de Spirou », Marcinelle, 4e trimestre 1978
Scénario : collectif dont Maurice Rosy - Dessin : collectif dont Mittéï - Couleurs : collectif -  (ISBN 2-8001-0599-2)Contient notamment Le Sapin de Bobo' - Scénario et Dessin : Maurice Rosy.
- HS01. Boule et Bill font la fête, Dargaud, Bruxelles,  27 juillet 1999
Scénario : collectif dont Maurice Rosy - Dessin : Roba et ses amis - Couleurs : collectif -  (ISBN 2-87129-250-7)
- Contes de Noël du journal Spirou 1955-1969, Dupuis, coll. « Patrimoine », Marcinelle, 27 novembre 2020
Scénario : collectif dont Maurice Rosy - Dessin : collectif - Couleurs : quadrichromie -  (ISBN 979-10-34738-18-2)
- Histoires d'œuf, Écho vision, Paris, 1989
Scénario : collectif - Dessin : collectif dont Maurice Rosy - Couleurs : quadrichromie -  (ISBN 2-906005-01-0),Album tiré à 1989 exemplaires. Toilé noir sans inscription avec jaquette comportant un dessin de Franquin et de Frank Margerin.
- Collectif sous la direction de Christelle Pissavy-Yvernault et Bertrand Pissavy-Yvernault, Franquin, Morris, Jijé, Sempé... : 200 couvertures inédites pour le journal Le Moustique, Marcinelle, Dupuis, 1er novembre 2015, 312 p., ill. ; 29,8 cm (ISBN 978-2-8001-6571-4, présentation en ligne).